# Eupithecia mesogrammata
Eupithecia mesogrammata là một loài bướm đêm trong họ Geometridae.